# Holdon kitűzött amerikai zászlók

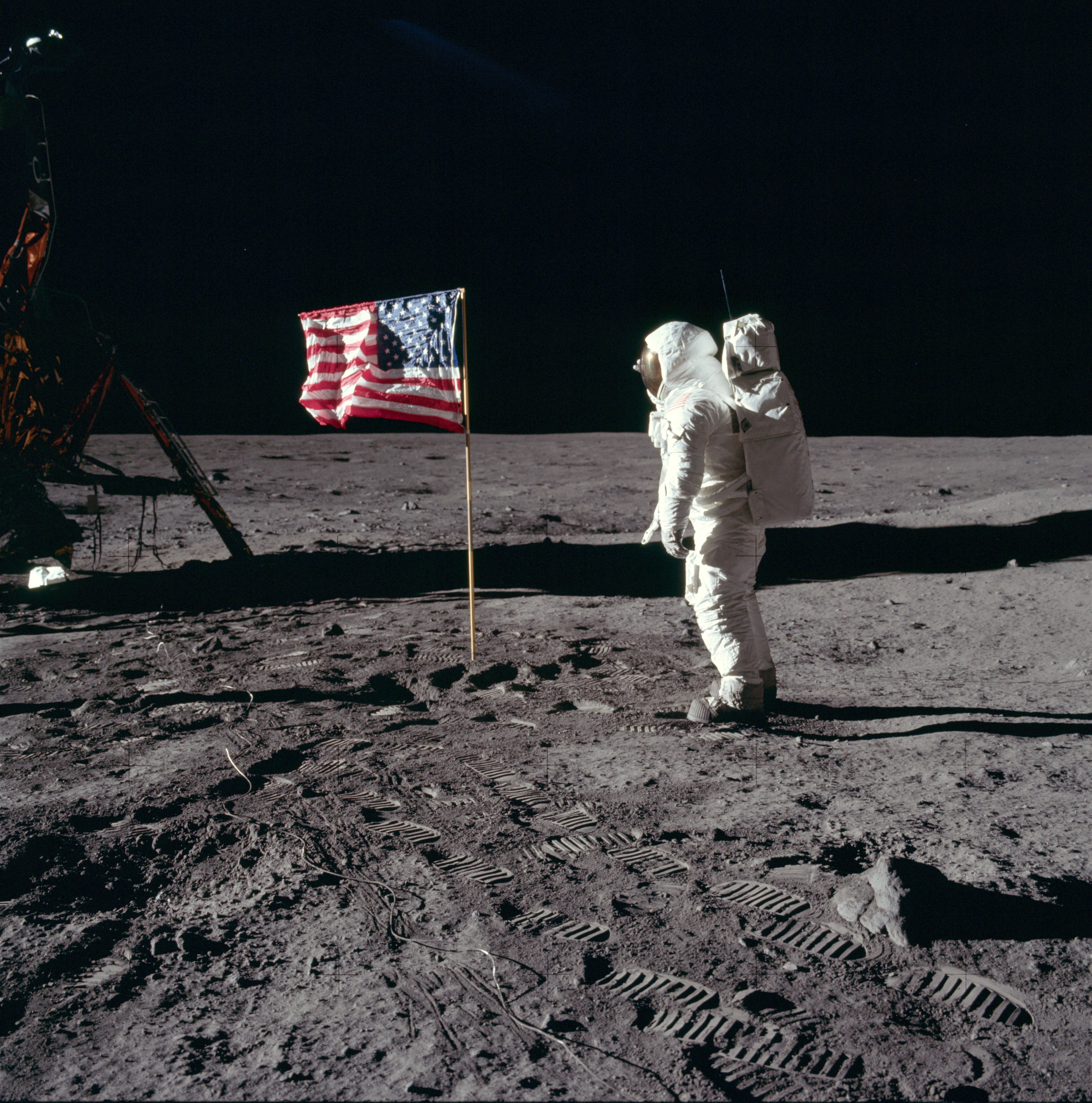
Az Apollo–11 űrhajósa, Buzz Aldrin tiszteleg a Holdon elsőként kitűzött amerikai zászló előtt 1969. július 21-én

A Holdon kitűzött amerikai zászlók az Apollo-program keretében 1969-1972 között kitűzött hat amerikai zászlót jelentik, amelyeket az űrhajósok szimbolikus tevékenység során állítottak fel a holdfelszínen és hagytak hátra. Technikai oldalról a zászlók nylonból készültek és eloxált alumíniumrudakra feszítették őket (amelyekből a függőleges rúd teleszkopikus volt, míg a vízszintes fixen rögzített). A Holdra a holdkompok szállították őket minden esetben, az űrjármű lábán levő létrára erősített cső alakú tartóban, amely egyben hővédelemül szolgált a kb. 1100 °C-t elérő, a manőverező hajtóművekből kiáradó hő ellenében.
A zászlókat (illetve a rudazatot egyetlen, egységes szerelvényként értelmező készséget) Jack Kinzler, a houstoni Manned Spacecraft Center (ma: Lyndon B. Johnson Űrközpont) egykori műszaki vezetője tervezte és egyben felügyelte az előállításukat is. A leszállásokhoz összesen 7 zászlót használtak, ebből hat származott az amerikai kormányzati beszerzések katalógusából és egységesen 0,91x1,52 méter méretűek voltak, amelyek az Apollo–11 és –16 között repültek a Holdra (beleértve a végül a Holdra le nem szállt Apollo–13-at is), míg utolsóként az Apollo–17-re egy kissé nagyobb méretű – 1,8 m széles – változatot vittek, amely „használt” darab volt, mivel korábban az Apollo-11-el járt a Holdon, majd az összes repülés során ez a példány az űrközpont irányítótermében volt kifeszítve.

## Eredete

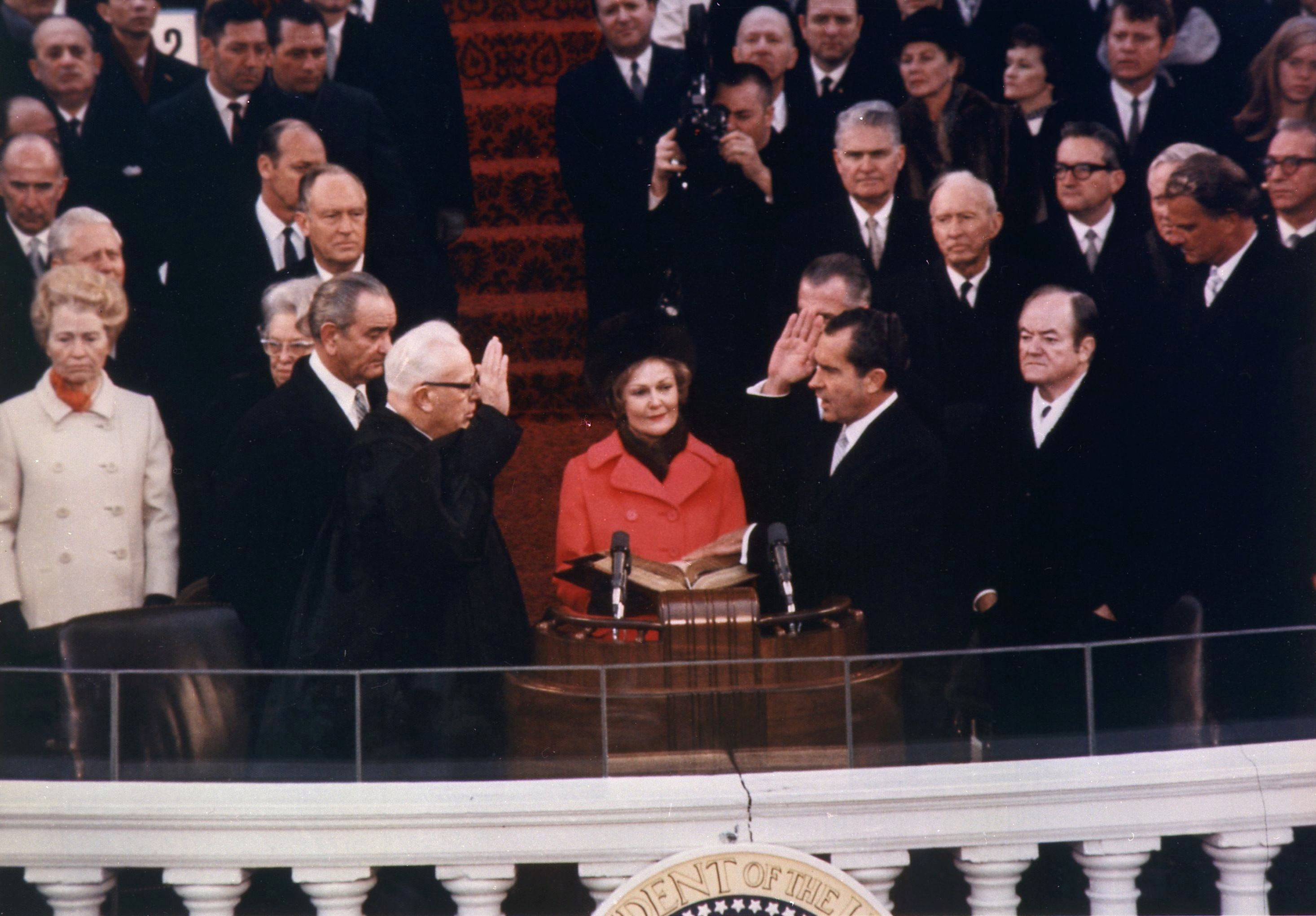
Richard Nixon, az Egyesült Államok 37. elnöke a beiktatásán

A Hold ember általi meghódítását John F. Kennedy elnök tűzte célul 1961-es kongresszusi beszédében, ám a végrehajtása már a politikai ellenfél, Richard Nixon kormányzási idejére csúszott, így Nixonnak kellett pontosítania ennek a „hódításnak” a mikéntjét. Ezt az 1969-es beiktatási beszédében tette meg, amelyben a Holdra a következőkben tért ki:
„Ahogy felfedezzük a világűr mélységeit, tegyük hát azt meg együtt – nem egy új világ meghódításaként, de mint egy új kalandként, amin osztozunk.”
Ezzel Nixon mintegy tisztázta a szándékot, hogy a világűrszerződés értelmében a Holdra elsőként lépő USA sem támaszt semmilyen területi igényt vagy tulajdonjogot holdi területekre, hanem a felfedezés kedvéért teszi azt az Apollo-programban, amit tesz. Azonban az elnök mondata egy gondolatot indított el a NASA berkeiben. Felvetődött, egy ENSZ-zászlót kellene felállítani a Holdon. A NASA felső vezetésében meg is szondázták ezt az ötletet, ahol azonban nagyarányú támogatásra tett szert az a gondolat, hogy amerikai zászlót vigyenek magukkal az űrhajósok. Deke Slayton – a NASA személyzetekért felelős (kvázi HR) igazgatójaként – körvonalazta is: az űrhajósok vihetnek magukkal szimbolikus tárgyakat mindaddig, amíg az nem befolyásolja a tréningek időbeosztását és hogy maguk a tárgyak pedig megfelelnek a méretbeli és súlybeli kitételeknek. Thomas O. Paine, a NASA regnáló főigazgatója pedig 1969. február 25-én megalapította a Szimbolikus Tevékenységek Tanácsa a Holdra Szálláshoz elnevezésű bizottságot, amelynek elnökének Willis Shapley-t nevezte ki. Paine intenciói szerint olyan szimbolikus tevékenységeket kellett találni, amelyek nem sodorják veszélybe a legénység biztonságát, illetve nem zavarják semmilyen módon az expedíció célkitűzéseit, mindezt úgy, hogy „jelezzük, hogy az első holdi leszállás egy történelmi előrelépés az egész emberiségnek, amelyet az Egyesült Államok hajtott végre”.
A bizottság a munkája végén háromféle típusú szimbolikáról döntött, amelyeket a Holdra lehet vinni: olyan tárgyak, amelyeket a Holdra visznek és ott is hagynak, olyanok, amelyeket a holdkompra szerelnek és azzal együtt maradnak a Holdon, végül pedig olyanok, amelyeket elvisznek a Holdra, majd haza is hozzák őket. A Holdon hagyott tárgyak között több opciót is megfontolt a bizottság, ezek között volt, hogy ENSZ zászlót, az Egyesült Államok zászlaját, illetve egy csokor miniatűr zászlót visznek, amelyek a Föld összes országát jelképezik, illetve voltak más, a megemlékezést szimbolizáló tárgyak is. A bizottság munkáját a Smithsonian Intézet, a Kongresszusi Könyvtár, az Egyesült Államok Nemzeti Archívuma és a NASA Történelmi Tanácsadó Bizottsága, illetve a Kongresszus bizottságainak munkatársai segítették. Az összes, a bizottság elé beérkező javaslat közül a legtöbb az USA zászlaját ajánlotta.
Ennek alapján a bizottság azt javasoltak, hogy állítsák fel a Holdon az Egyesült Államok zászlaját, valamint legyen a holdkomp lábára installálva egy plakett, amelyen a következő szöveg szerepel: „Itt vetette meg a lábát az ember a Föld nevű bolygóról érkezvén először a Holdon 1969 júliusában A.D.”
Sok amerikai tartott a lehetséges vitáktól, hogy az amerikai zászlót tűzik ki a Holdon, mivel a Világűr Egyezmény tiltja a területi igények formálását bármely világűrbeli égitesten. Azonban mivel az USA jó előre kinyilvánította, hogy semmilyen területi igénye nincs a Holdon, komoly vita nem bontakozott ki. Négy hónappal azonban az Apollo–11 leszállása után a további esetleges viták megelőzésére, az Egyesült Államok Kongresszusa beiktatott egy törvénycikket, amely 1969 novemberi hatállyal kimondja (Nixon elnök ellenjegyzésével életbe is léptetve):
„Az Egyesült államok zászlaja, és semmilyen más zászló, amit kitűztünk a Hold felszínén, vagy akármely más bolygó felszínén, amelyet bármely űrhajó legénysége tett...vagy része volt bármely más küldetésnek...és amelyhez a forrásokat teljes egészében az Egyesült Államok kormánya biztosította...erre vonatkozóan a törvény azt szándékozik kijelenteni, hogy ez egy szimbolikus gesztus a nemzeti büszkeség és a teljesítmény iránt és semmiféle olyan irányú igényt nem támaszt, amely a terület feletti uralmat nyilvánítaná ki.”

## Kialakítása

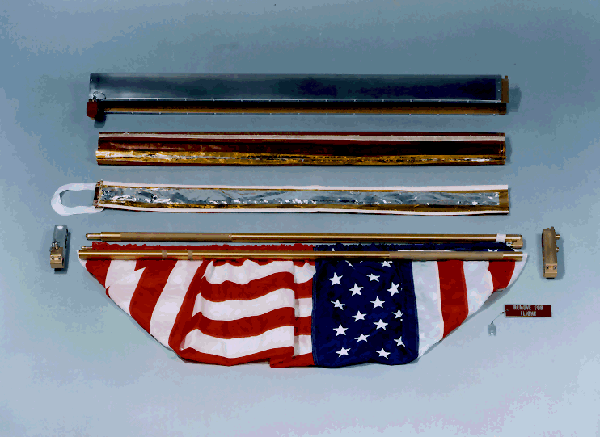
A holdon kitűzendő amerikai zászló szerelvényként várja, hogy repülés előtt „betárazzák” a holdkompba

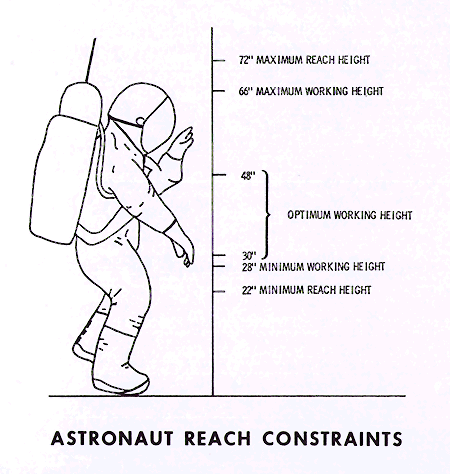
Kialakítási kritériumok: az űrhajós a „mérce”

A zászló, mint szerelvény viszonylag egyszerű kialakítású volt. Fő egysége maga a lobogó volt, amelyet a kormányzati beszerzések katalógusából választottak és Amerika-szerte elérhető és látható volt, azaz egy 0,91x1,52 méteres méretű nejlonzászló, amelyen csak annyit változtattak, hogy a felső szélét beszegték és abba kerülhetett a zászló vízszintes rúdja. A felállításához pedig két rudat használtak, egy függőleges, teleszkópos és egy vízszintes egymáshoz csuklósan rögzített egy collos alumíniumrudat, amelyeket eloxálással arany színűre színeztek. A rudazat méretezésénél azt a szempontot vették figyelembe, hogy az Apollo űrruhát viselő űrhajósok maximum 170 cm magasra tudtak felérni, míg az alsó határ 71 cm-en volt, ahová még leértek.
A zászló megalkotására három hónappal az Apollo–11 1969 júliusára tervezett útja előtt adta ki az utasítást Robert Gilruth a Manned Spacecraft Center igazgatója és egyben a NASA főigazgatója által életre hívott Szimbolikus Tevékenységek Tanácsa elnöke. Utasításában Gilruth Jack Kinzlert – vagy ahogy NASA-szerte ismert volt, Mr. Fix It-et (Mr. Megoldja, vagy Mr. Megjavítja), a MSC műszaki vezetőjét kérte fel a feladat koordinálására. Kinzler az édesanyja által használt függönyök mintájára képzelte el a dizájnt úgy, hogy a zászló felső szélére egy beszegett zsebet készítsenek, amelyen keresztül lehet bujtatni egy vízszintes rudat, ami megtartja a zászlót és az a levegő nélküli Holdon is úgy tűnik, mintha lobogna. A terv néhány nap alatt elkészült, amelyben Kinzler segítségére volt Dave McCraw, a helyettes műszaki vezető is. (Kinzler volt egyébként az is, aki javaslatot tett, majd megtervezte és felügyelte a holdkomp lábán elhelyezett plakett munkálatait is).
A zászló egyébként 5,50 $-ba került, míg a csövek költsége 75 $ volt.
Magának a zászlónak, mint szerelvénynek a történetéhez szorosan kapcsolódik annak Holdra szállításának a módja is. A zászlót, illetve rudazatát magába foglaló szerelvény az idők során kétféle módon utazott a Holdra. Az első három sikeres Holdra szálláson – és a végül sikertelenül végződött Apollo–13-on a holdkomp létrájának hátsó feléhez, egy csőszerű tartóban helyezték el. A tartó maga a csomagoláson kívül hővédelmi funkciókat is ellátott, hogy a hajtóműből kiáradó, átlagosan 121 °C-os, de egyes pillanatokban akár az 1090 °C-t is elérő hőtől megóvja az egyébként nem erre a hőterhelésre tervezett zászlót. A tartó egy dupla falú rozsdamentes acélcső volt, amelynek a két fala között Thermoflex alumínium hőszigetelő réteg helyezkedett el, míg a belső cső belső felületét néhány réteg Kapton hővédő fóliával látták el. Ezzel a megoldással sikerült elérni, hogy a cső belsejében nem emelkedett 82 °C fölé a hőmérséklet, amelyet a zászló nejlon anyaga már képes volt alak és színváltozás nélkül elviselni. Érdekes módon a tartócső lett a zászló projekt legdrágább eleme a maga néhány száz dolláros költségével.
Az utolsó három Holdra szállás alkalmával a szállítás módját is módosították, elhagyták a létra mögötti külön rögzítést és a zászló a MESA tárolóban – a holdkomp belső, lehajtható ajtajú, kvázi csomagtartójában – utazott. Ezzel elhagyható lett a hővédő cső, így némi tömeget is sikerült megspórolni, amire amúgy is szükség volt a holdjáró miatt, ami az első három repüléshez képest jelentős tömegtöbbletet jelentett és ami miatt több pontos is át kellett tervezni a repülés hardvereit, hogy végrehajtható legyen vele a Holdra szállás a szigorú súlylimitek között.
A zászlók között kialakítás szempontjából egyetlen eltérés volt, az utolsó Holdra szálláson, az Apollo–17 expedíción felállított zászló kissé nagyobb méretű volt az elődeitől, kb 20%-kal volt nagyobb méretű az első öt Holdon kitűzött példánynál és egy 1,8 m hosszú vízszintes rúdra volt hozzá szükség. Ezt a zászlót eredetileg az Apollo–11 űrhajósai vitték magukkal a Nyugalom Bázison végrehajtott leszállásuk alkalmával, majd emléktárgyként haza is hozták a Holdról. A sikert követően ezt a Holdat is megjárt zászlót a houstoni irányítóközpontban felszerelték a falra és három és fél évig ott is maradt, majd az Apollo–17-hez kiválasztották, hogy az vigye magával. Emellett az Apollo–17 egy másik, ugyanolyan zászlót is vitt magával, amelyet aztán haza is hozott, így ma ez utóbbi látható az irányítóközpont falán, mint a Holdat is megjárt amerikai lobogó.

## Felállított zászlók a Holdon

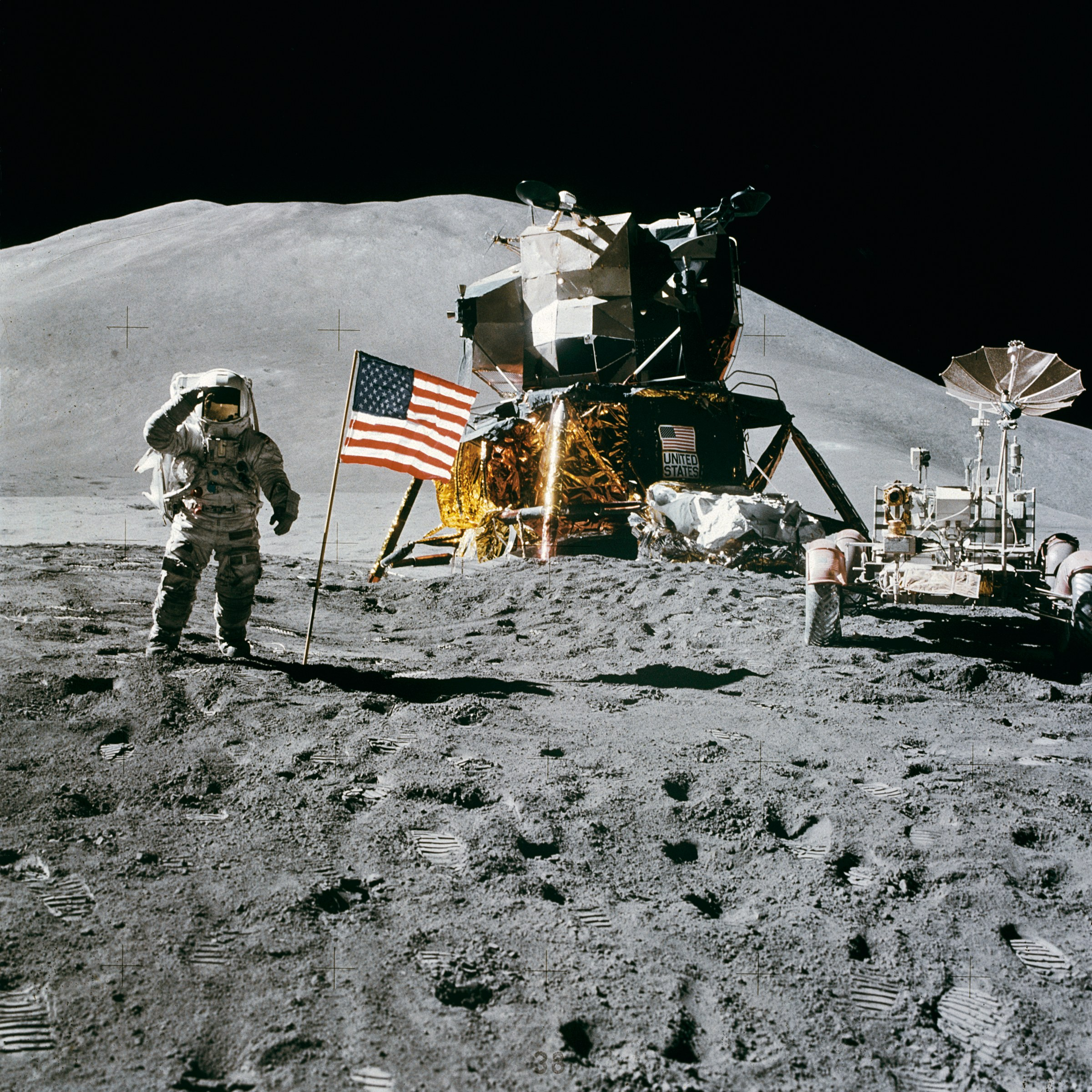
Az előre a Földön begyakorolt tökéletes kompozíció, az Apollo–15 zászlófotója

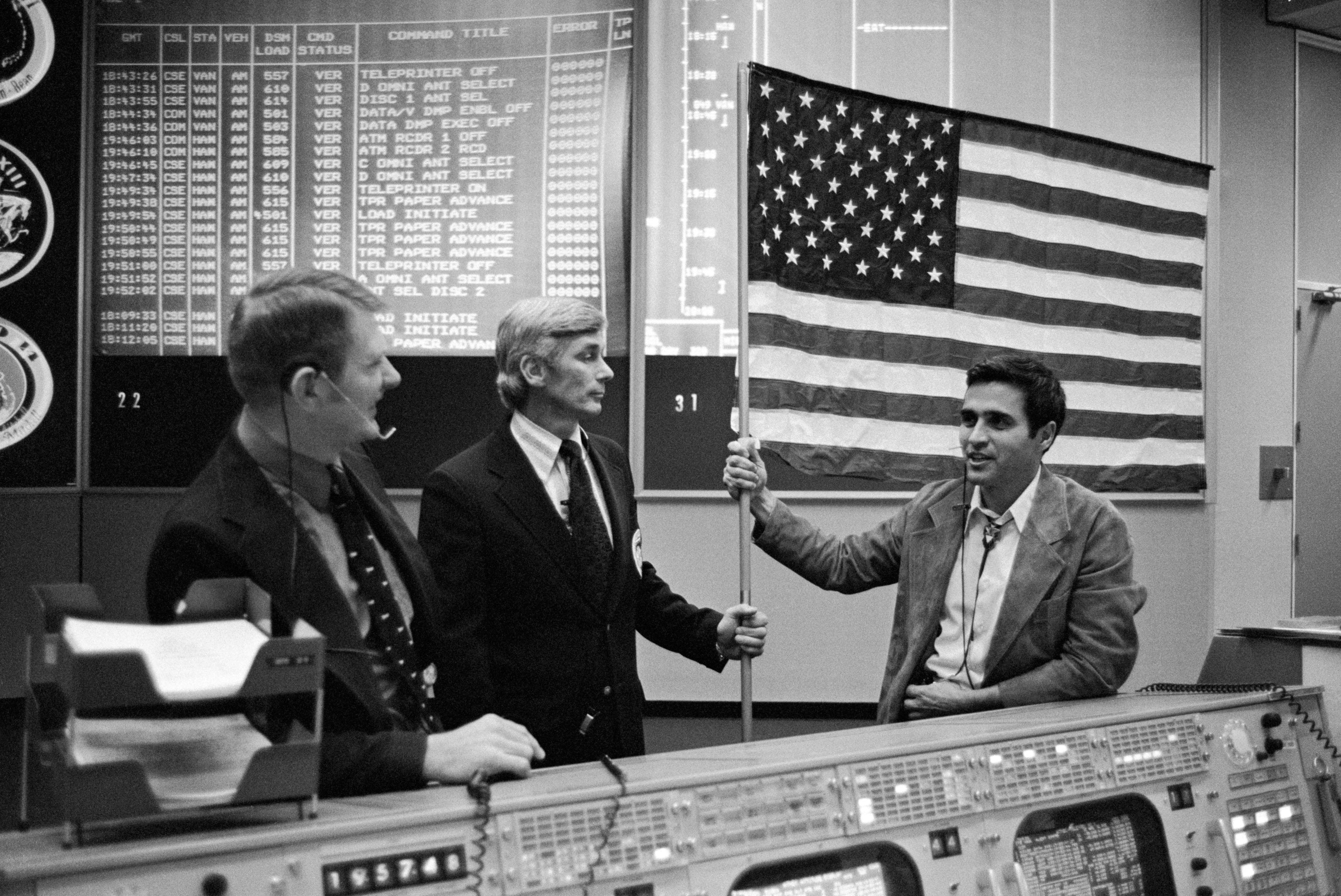
Gene Cernan és Jack Schmitt átadja Gene Kranznak az utolsó expedíción a Holdat megjárt amerikai zászlót

Az Apollo-program minden egyes expedícióján felállításra került egy-egy amerikai lobogó. az első felállított zászló az Apollo–11-é volt, amelyet 1969. július 21-én tűzött ki Neil Armstrong és Buzz Aldrin a Nyugalom Tengerén. Ez az első zászlókitűzési aktus rögtön meglehetős nehézségekbe ütközött, mivel a talaj kondíciói váratlanul nehéznek bizonyultak – közvetlenül a felső regolit réteg alatt egy kemény, sziklás réteg húzódott, amelybe nem lehetett belenyomni a zászló rúdját, így csak 10–15 cm mélyen sikerült letűzni azt, amely alig biztosított tartást a rúdnak, hogy az megálljon –. Később a tudományos elemzések nyújtottak megoldást a nehézség megfejtésére. Azon kívül, hogy a sziklába nem sikerült beleszúrni a póznát, a regolit tulajdonságai is gátolták azt, hogy a talaj megtartsa a rudat, mivel míg a földi talaj szemcséi lekerekített élekkel bírnak, addig a holdi regolit szemcséi éles élekkel bírnak, így nem képesek összeállni és tartást biztosítani.  Később Buzz Aldrin jelentette, hogy a holdi felszálláskor úgy látta, hogy a holdkomptól mindössze 8 méterre felállított zászlót a felszálló hajtómű gézsugara elfújta így az felborult és a porba hullott (később ebből a tapasztalatból kiindulva, az utánuk következő expedíciók űrhajósai éppen ezért az űrhajótól messzebb állították fel a maguk zászlajait).
A második alkalommal az Apollo–12 űrhajósainak, Pete Conradnak és Alan Beannek is támadtak nehézségei a zászló kitűzésével. Ezúttal nem a talajjal gyűlt meg a bajuk, hanem a zászlórudak csuklós mechanizmusa, amely a vízszintes rudat tartotta, volt hibás. Emiatt a zászló nem teljesen kifeszítve állt a felállítása után, hanem kissé lefittyedve. A hibát elemezve később a Földön a mérnökök átalakították a csuklós mechanizmust, egy dupla záras csuklót beépítve, hogy a hibát kiküszöböljék.
Az Apollo–13 esetében a holdkomp végül – a parancsnoki űrhajóban bekövetkezett oxigén tartály robbanás miatt – nem szállt le a Holdon, hanem visszarepült a Földig az űrhajósokkal, ahol aztán az Aquarius is belépett a Föld légkörébe, de mivel nem erre volt tervezve, ott a magával vitt zászlóval egyetemben elégett.
Az Apollo–14 zászlókitűzése volt az első, amely végül eseménymentesen zajlott le.
Az Apollo–15 esetében ismét problémák jelentkeztek, nem feltétlenül a zászlókitűzéssel, hanem az azzal kapcsolatos feladatokkal. Az expedíció első holdsétájára volt betervezve az ALSEP felállítása, és ennek keretében a zászló kitűzése, ám ezt a feladatot a váratlanul a talaj mechanikai tulajdonságai, illetve egy fúró rossz tervezése, valamint a parancsnok váratlanul magas oxigén felhasználása miatt le kellett rövidíteni és a zászló kitűzését a második holdsétára átütemezni, amely akkor sikerrel is járt. Érdekesség, hogy korábban a földi gyakorlások során Dave Scott és Jim Irwin űrhajósok külön gyakorolták, hogy hogyan állítsák fel a zászlót, hova parkolják a holdjárót, hogy a háttérben álló Falcon holdkomppal a lehető leglátványosabb kép kompozíciót érjék el a fényképezésnél.
Az Apollo–16 esetében is volt némi különlegessége a zászlókitűzésnek. Lévén, hogy az összes Holdra szálló legénységnek legalább egy tagja katona volt, adott volt, hogy a kitűzött Stars and Stripes előtt tisztelegni kell (és minden egyes zászlótűzést fényképen meg is kellett örökíteni). John Young parancsnok különös módját választotta a tisztelgésnek, amelyet Charlie Duke holdkomppilóta meg is örökített: a parancsnok tisztelgés közben felugrott a talajról és a fénykép úgy örökítette meg, amint a lábai nagyjából a föld felett 1 méter magasban vannak, miközben a kezével szalutál.
Végül az Apollo–17 esetében a már fent említett módon egy nagyobb zászlót tűzött ki Gene Cernan parancsnok és Jack Schmitt holdkomppilóta, amely már egyszer megjárta a Holdat, így ez a zászló lett az egyetlen, amely kétszer járt a Holdon (igaz második alkalommal ott is maradt). Az utolsó leszállóhelyen, a Taurus-Littrow-völgyben rögtönzött ceremónia volt az utolsó az Apollo-program során, amelyet Cernan a következőképpen kommentált: „Ez volt életem egyik legbüszkébb pillanata, meghiszem azt”.

## A zászlók legutolsó helyzete
A lobogókat az 1960-as évek végén 1970-es évek elején a kormányzati beszerzési katalógusból választották ki sebtében és semmilyen olyan követelményt nem fogalmaztak meg velük szemben, hogy azoknak el kell viselniük az űrben, vagy a Holdon uralkodó körülményeket. Némely szakértő ennek alapján azt feltételezte, hogy a zászlók az idők során a szűretlen napfény és sugárzás hatására elvesztették színüket és fehérre fakultak már, sőt némelyek azt mondták, hogy esetleg a nejlon anyaga lebomlott, szétesett már.
A NASA 2009-ben indította útjára a Lunar Reconnaissance Orbiter szondáját, amelynek a Hold pontos feltérképezése volt a feladata és mintegy melléktermékként az Apollo-program 6 leszállási helyének nagy felbontású fotókon való megörökítését is célul tűzték ki az űreszköz elé. Ez utóbbi cél sikerrel járt és a szonda mind a hat leszállóhelyről készített fotókat, amelyeken a nagy felbontásnak köszönhetően látszanak a holdkompok, holdjárók és más az űrhajósok által hátrahagyott eszközök, köztük sok esetben a zászlók is. Természetesen ezen esetben nem feltétlenül a zászlók látszanak, amelyek függőleges helyzetben túl kis felületet mutattak a fényképezőgép felé, amelyet a felbontás már nem enged meg azonosítani, ám az árnyékuk látható.
A fenti fényképek elemzése alapján látszik, hogy az Apollo–12, –16, –17 lobogói még mindig álltak a felvételek 2012-es ideje szerint, sőt az is bebizonyosodott ezen esetekben, hogy a zászlók anyaga nem eshetett szét, hiszen még mindig árnyékot vetettek. Ugyanakkor az Apollo–11, –14 és –15 esetében nem sikerült a zászlók nyomát detektálni. Ez az Apollo–11 esetében alátámasztotta Buzz Aldrin azon egykori jelentését, hogy a zászló eldőlt a holdkomp felszálló hajtóművének kiáramló gázsugarától, míg a másik két esetben nem ismert ilyen ok, csak egyszerűen nem látszik, hogy állna a zászló továbbra is.

## Galéria

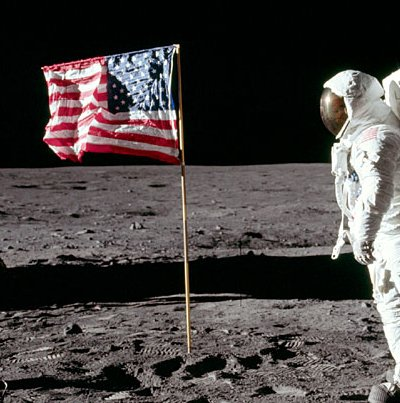
Buzz Aldrin és a Stars and Stripes, az első amerikai zászló a Holdon
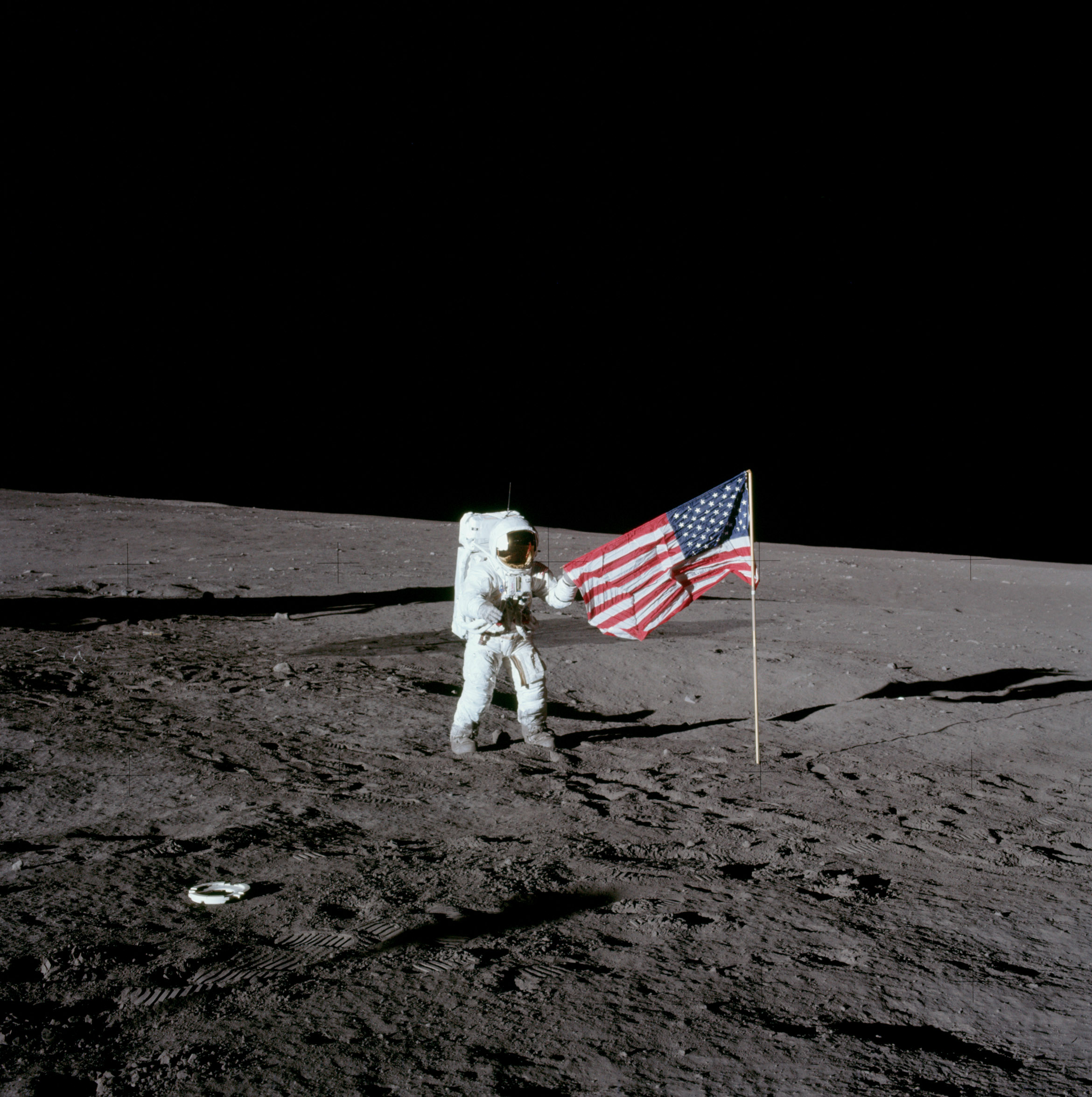
Pete Conrad és az Apollo–12 zászlaja (a vízszintes zászlórúd kissé sérült)
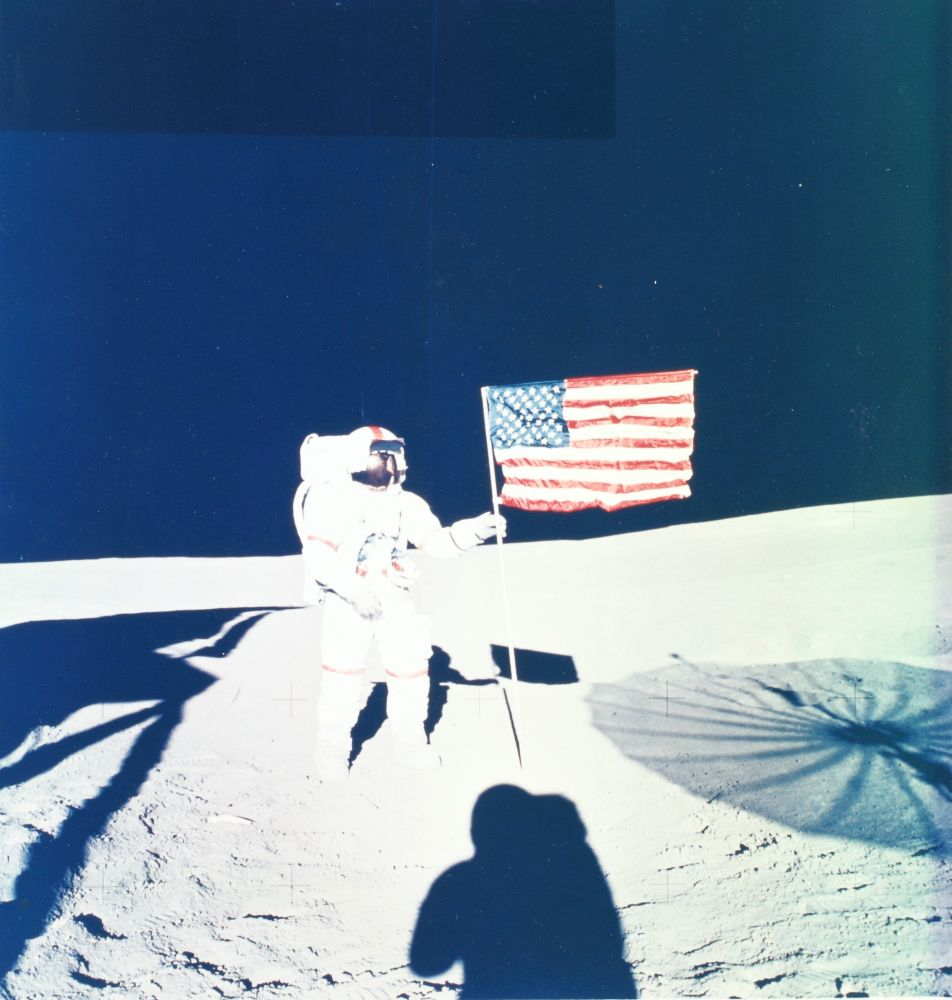
Alan Shepard és az Apollo–14 zászlaja
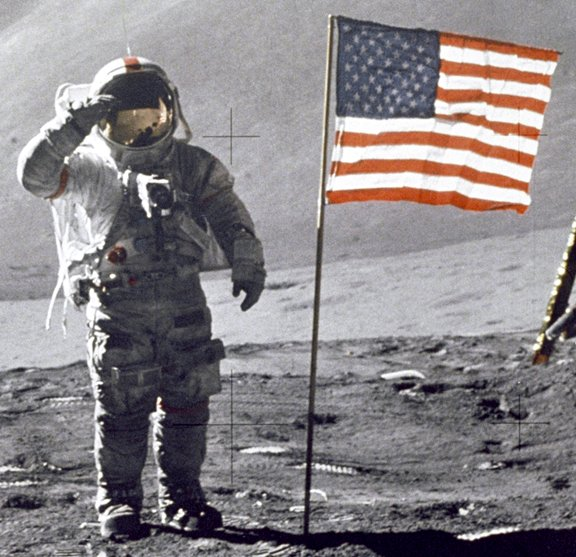
Dave Scott parancsnok tiszteleg az Apollo–15 zászlaja előtt
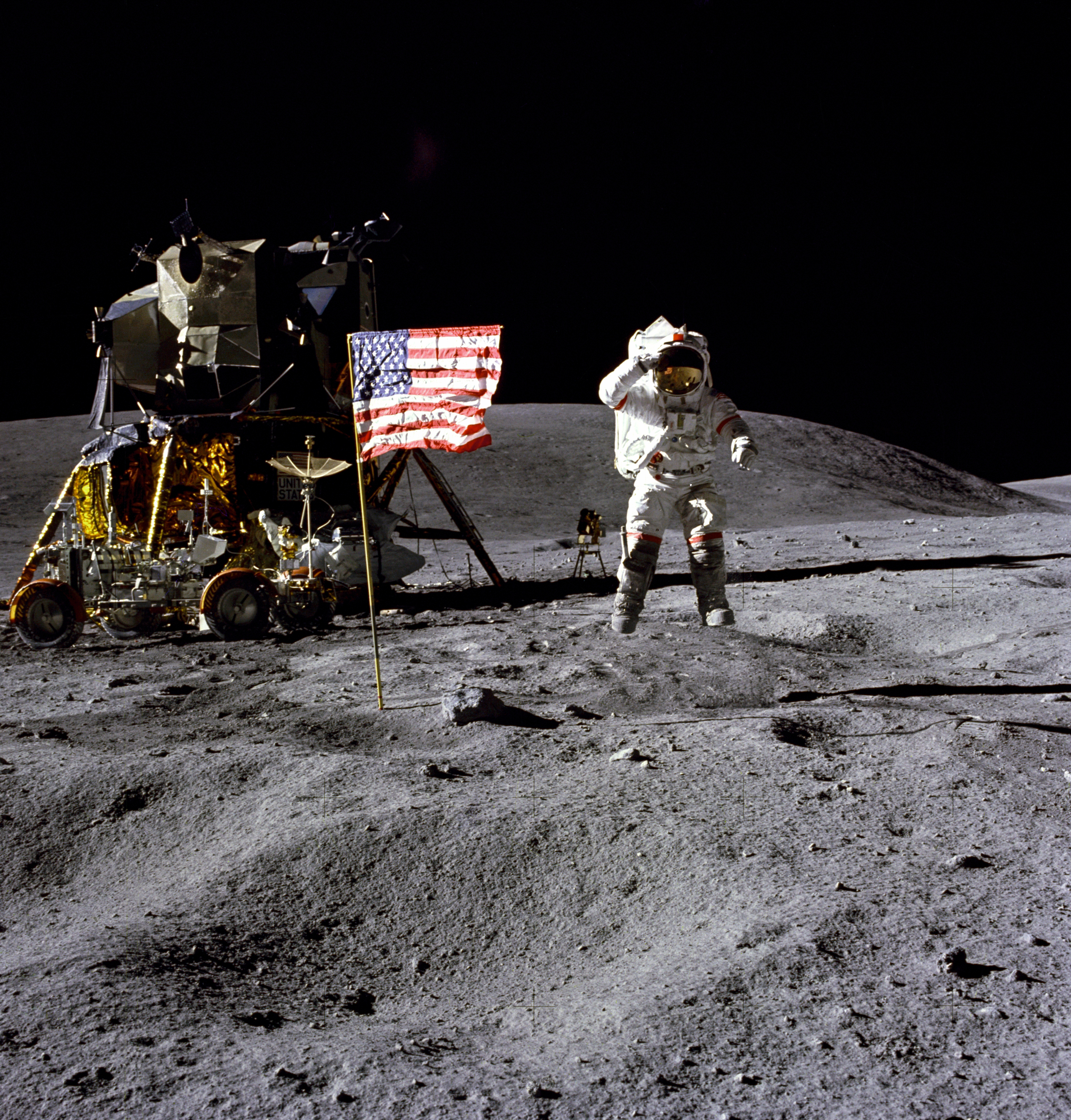
Tréfás tiszteletadás: John Young, az Apollo–16 parancsnoka felugorva tiszteleg a zászló előtt
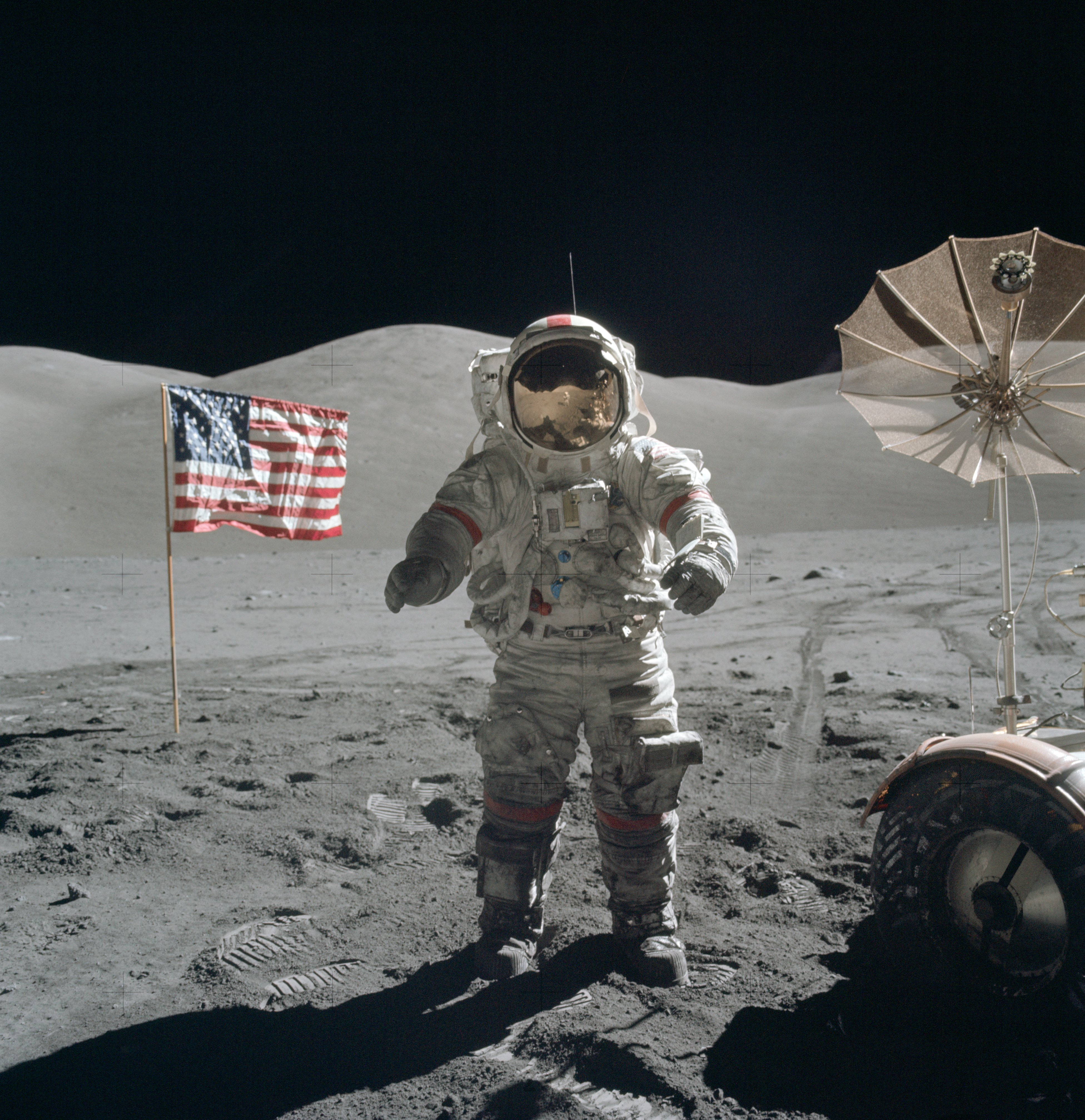
Gene Cernan, az utolsó ember a Holdon – az Apollo–17 parancsnoka – áll a zászló mellett
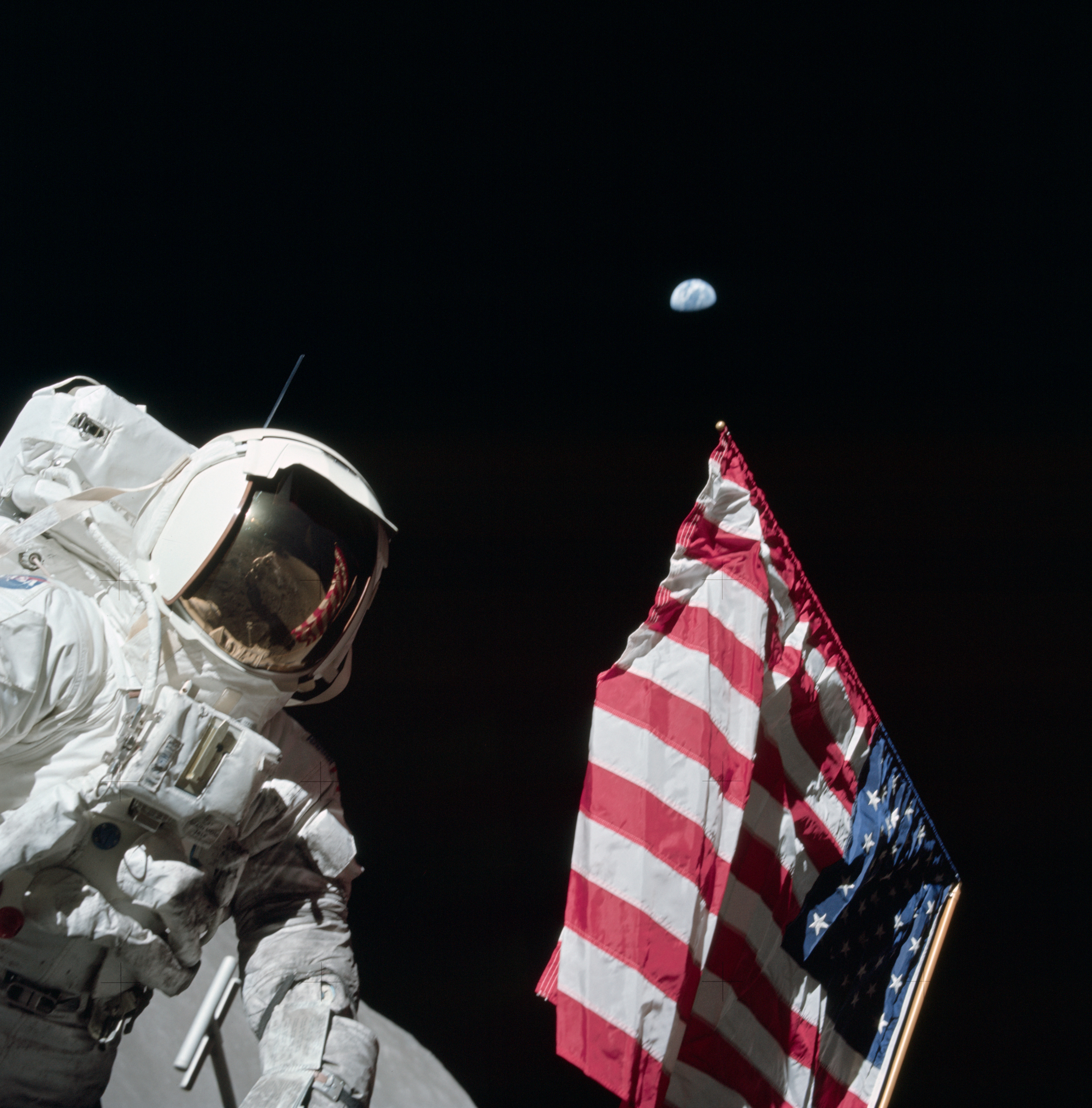
Jack Schmitt, az Apollo–17 holdkomppilótája, az amerikai csillagos-sávos lobogó és felettük a tündöklő Föld

## Fordítás
- Ez a szócikk részben vagy egészben  a   Lunar Flag Assembly című angol Wikipédia-szócikk ezen változatának fordításán alapul.  Az eredeti cikk szerkesztőit annak laptörténete sorolja fel. Ez a jelzés csupán a megfogalmazás eredetét és a szerzői jogokat jelzi, nem szolgál a cikkben szereplő információk forrásmegjelöléseként.